# Leo Goodwin
Leo Goodwin (n. 13 noiembrie 1883, New York City, New York, SUA – d. 25 mai 1957, New York City, New York, SUA) a fost un înotător ce a reprezentat Statele Unite ale Americii, medaliat olimpic. A participat la 2 ediții ale Jocurilor Olimpice (1904, 1908) în care a câștigat două medalii de aur și 3 medalii de bronz.